# Пожежний мотоцикл

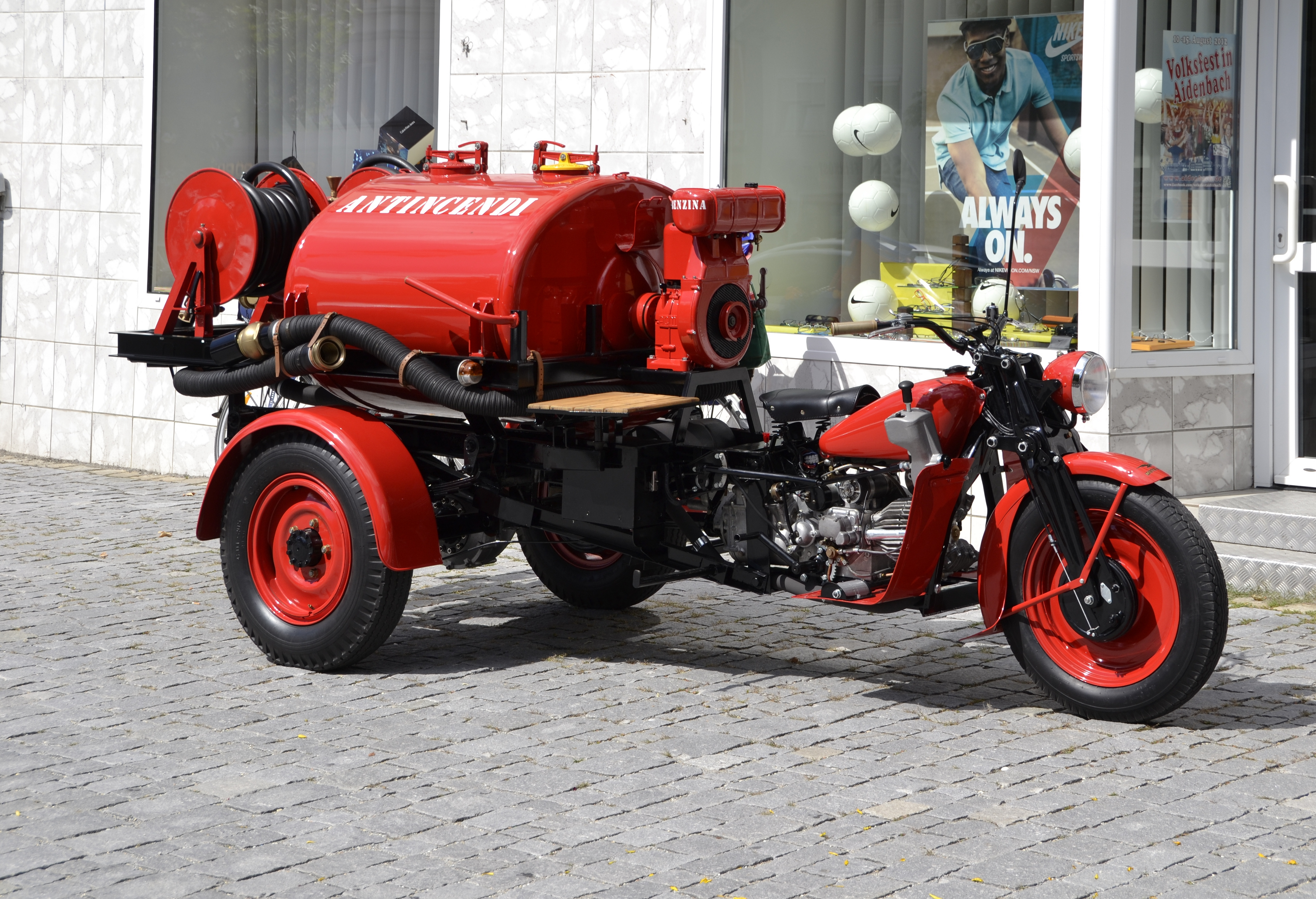
Італійський пожежний мотоцикл Moto Guzzi.

Пожежний мотоцикл — мотоцикл, спеціально обладнаний для гасіння пожеж. 
Перші пожежні мотоцикли з'явилися на початку 20 століття в Німеччині
.
Згодом пожежні мотоцикли отримали значне розповсюдження в світі і залишалися популярними до 1960х років.
Ідея використання мотоцикла як технічного засобу для боротьби з пожежами з'явилася практично відразу з появою мотоцикла в кінці 19 століття. Спочатку мотоцикли перевозили лише самих пожежників. Зі збільшенням потужності і вантажопідйомності мотоциклів з'явилася можливість перевозити на них засоби пожежогасіння. Спочатку це були моделі кустарного виробництва, пізніше ряд мотоциклетних фірм освоїли випуск пожежних спецмотоциклів серійно. Серед них були такі відомі фірми як Ducati та BMW. Розвитку пожежних мотоциклів сприяв дефіцит і дороговизна перших поколінь пожежного вантажного автотранспорту.
У 1920-1930-х роках в різних країнах набули поширення важкі пожежні мотоцикли які мали коляску, оснащену пожежним насосом.  Як правило в таких мотоциклах двоциліндровий двигун примусового повітряного охолодження використовувався як для руху мотоцикла, так і для приводу пожежної помпи.  В коляску встановлювали насос та перевозили набір пожежних рукавів та інше обладнання.  Екіпаж мотоцикла складався з 2 або 3 пожежних . 
Пожежні мотоцикли виготовлялися до 1960х років поки не були витіснені пожежними машинами на основі вантажівок. Деякі виробники мотоциклів в 1990х робили спроби відродити виробництво і використання пожежних мотоциклів, але ці спроби зазнали фіаско.
Тоді ж, в 1990х популярності в світі набули пожежні квадроцикли, так як вони могли працювати в тих місцевостях поряд з водоймами, в яких не було доступу вантажним пожежним машинам.
На сьогодні деякі виробники виробляють пожежні мотоцикли малими серіями і штучно, як правило такі моделі розкуповуються колекціонерами і ніколи не використовуються за призначенням.